# 中将
中将（ちゅうじょう）は、もともとは律令制における官職の一つ。転じて軍隊の階級の一。将官に区分され、大将または国によってはフランス海軍のように上級中将の下、少将の上に位置する。規模が小さい軍隊やイスラエル国防軍のような一部の軍隊では、大将を置かずに中将が最高位の場合もある。英呼称は、陸軍が lieutenant general（リューテネント・ジェネラル）、海軍が vice admiral（ヴァイス・アドミラル）、空軍では通常陸軍と同一の呼称を用いるが、イギリス連邦方式 (Commonwealth system) ではair marshal（エア・マーシャル）と呼称する。また、陸海空軍でそれぞれ呼称の異なる中将を総称しThree-star rankと呼ぶこともある。
フランス革命方式採用国家では補職制度により「軍団将軍」(army corps general) あるいは「師団将軍」(divisional general) と呼称される。アメリカ軍や、フランス陸軍、空軍の少将、およびフランス海軍の中将は正規階級(regular rank)の最高位とされ、それより上の二階級は役職に応じた一時的階級(temporary rank)とされる。
- 近衛中将。律令制における左右の近衛府の次官[3] [4]。官位相当は従四位下[3]。正三位や従三位の者が在任している場合、三位中将と称された[3]。蔵人頭を兼ねた場合、頭中将と称した[3]。
- 陸軍では主に軍司令官、軍団長等（准将が無い陸軍では師団長[注釈 2]）を務める。初叙位階は従四位に相当した。
- 海軍では主に艦隊の司令長官、戦隊司令官等を務める。初叙位階は陸軍同様、従四位に相当した。
- 空軍では主に航空軍司令官（准将の無い空軍では航空師団長等）等を務める。

また、准将を置かずに「上級大将」4階級制を採る国においては「大将」が准将4階級制を採っているを置く国の中将に相当するとされる（上級大将参照）。

## 律令制における中将
左右近衛府の次官 。

## 階級章・旗章
米国等の西側諸国では准将を含めた将官4階級制度を採る国が多く、その場合、准将が星1つで、順に星が1つずつ増える階級章を採る国が多い。自衛隊もそれに倣い（同盟国軍隊など他国軍隊との協同上は階級章が類似の方が好ましい）、陸将補・空将補の階級章では桜星2つ、陸将・空将を桜星3つとしている。
更に、統合幕僚長や幕僚長たる陸将・空将を桜星4つとしている。
また、海上自衛隊でも、統合幕僚長又は海上幕僚長を除く海将の階級章は、袖章が太線1条中線2条、肩章が錨と三角形に配置した桜3個で、米海軍の中将に類似した階級章が用いられている。

### 陸軍中将階級章

アメリカ陸軍中将（Lieutenant General）
エジプト陸軍
デンマーク陸軍
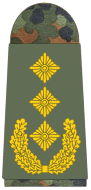
ドイツ連邦軍陸軍中将（Generalleutnant）
陸上自衛隊 将（甲階級章）
陸上自衛隊 将（乙階級章）
中国人民解放軍陸軍
フランス陸軍中将（Général de corps d'armée）
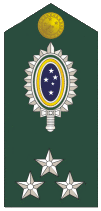
ブラジル陸軍中将（General-de-Divisão）
イスラエル陸軍中将 （Rav Aluf）

### 海軍中将階級章

アメリカ海軍中将 (Vice Admiral)
イギリス海軍中将 (Vice-Admiral)
海上自衛隊 将（甲階級章）
海上自衛隊 将（丙階級章）
フランス海軍上級中将（Vice-amiral d'escadre）
フランス海軍中将（Vice-amiral）
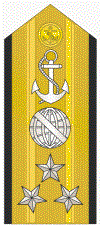
ブラジル海軍中将（Vice-Almirante）
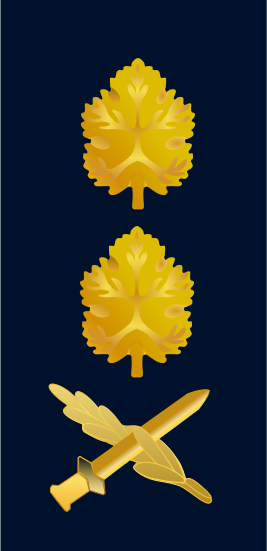
イスラエル海軍中将（Rav Aluf)

### 空軍中将階級章

アメリカ空軍中将
オランダ空軍中将
航空自衛隊 将（甲階級章）
航空自衛隊 将（乙階級章）
フランス空軍中将（général de corps aérienne）
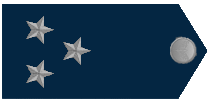
ブラジル空軍中将（Major-Brigadeiro）
イスラエル航空宇宙軍中将 （Rav Aluf）

### 海軍中将階級旗

イギリス海軍中将旗
インド海軍中将旗
海上自衛隊の海将旗
日本海軍の中将旗
フランス海軍中将旗（Vice-amiral）
フランス海軍上級中将旗（Vice-amiral d'escadre）

## 日本

### 大日本帝国軍

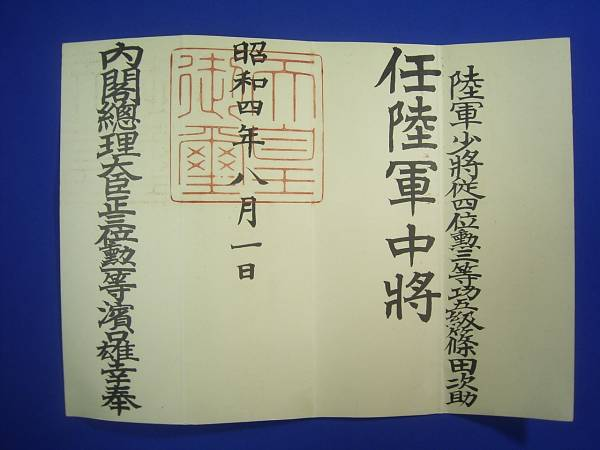
陸軍中将の辞令書（御璽が押印されている）

大日本帝国の陸海軍（日本軍）では、1868年6月11日（慶応4年（明治元年）閏4月21日）に軍務官を置いたときに二等海軍将（にとうかいぐんしょう）や二等陸軍将（にとうりくぐんしょう）を設けて文武官を分ける始めとした    。
1869年8月15日（明治2年7月8日）に軍務官を廃止して兵部省や海陸軍を置いたときに二等海陸軍将に代わって海軍中将と陸軍中将を設けた     。
廃藩置県の後、明治4年8月の官制等級改定及び兵部省官等改定や明治5年1月の官等改正及び兵部省中官等表改定など数度の変更があり 、明治5年2月の兵部省廃止及び陸軍省・海軍省設置を経て陸軍中将の任官の例が現れ 、明治6年5月8日太政官布達第154号 による陸海軍武官官等表改正で軍人の階級呼称として引き続き用いられて陸海軍中将の任官の例が増えていき、西欧近代軍の階級呼称の序列におけるlieutenant general、vice admiralの訳語に中将の語が充られた。なお、フランスにおいては1917年度版Almanach Hachette82頁に掲載されていた階級チャートでGénéral de divisionと記載されている。
陸軍では中将は主に師団長、軍司令官などに、海軍では艦隊司令長官などに補職された。また、各省官制通則で職名ではなく官名と定められているため、親任官である陸軍大臣および海軍大臣の就任者は、大将に対しても法律上行政命令を発することが出来た。
大日本帝国陸海軍の中将は高等官一等相当とされ、勲三等乃至一等に叙せられ、武功著しい場合は功三級乃至一級の功級に叙せられ金鵄勲章を授与された。また、親補職 (しんぽしょくと読む) にある者はその就任中は親任官である大将に準ずる待遇とされ、次官、参謀次長、および軍令部次長よりも格上の扱いを受けた。第二次世界大戦時、部隊規模の拡大に伴い、上級中将ないし上級大将の階級を新設しようという案があったが、実現には至らなかった。明治初期のアメリカ陸軍は、本階級を少将相当とし、日本軍の将官を大将、少将、准将の三階級制と見做していた。これは、当時、フランス式の軍制を採っていた事に起因し、外套の袖、軍刀の護拳および刀緒の星章が大将が5つ、中将が3つ、そして少将が2つであったため、中将は師団将軍に、少将は旅団将軍に対応していたためである · 。

### 警察予備隊（保安隊）・海上警備隊（警備隊）
陸上自衛隊の前身である警察予備隊では警察監が、後の保安隊では保安監が、そして海上自衛隊の前身である海上警備隊では海上警備監が、後の警備隊では警備監が自衛隊の発足時に将に呼称を変更されていることから、中将相当とされているが、実際には、海上警備監を除き、警察監は総隊総監たる警察監とそれ以外の警察監に保安監は長官の定める職に就く(甲)とそれ以外の職に就く(乙)に分かれ、総隊総監たる警察監および保安監(甲)は三つ星、警備隊では第二幕僚長たる警備監は海軍中将相当の袖章を階級章にしていたため将の、総隊総監以外の警察監および保安監(乙)は二つ星、一方の警備隊では第二幕僚長以外の警備監が太、細、中の配列の金線の袖章を階級章にしていた事から将と将補の中間の上級少将あるいは下級中将とでも言うべき位置にあり、その経緯から米軍等の2スターランクの立ち位置にあった。自衛隊発足時にこの区分は無くなり、階級章も1962年12月まで三つ星に統一された。なお、海上警備監は海上警備隊総監ただ一人であったため、海軍中将相当の袖章のみである。

### 自衛隊
自衛隊では統合幕僚長（2006年以前は統合幕僚会議議長）、陸上幕僚長、海上幕僚長及び航空幕僚長（以下「幕僚長たる将」という。）の職にある将を大将の扱いとし、それ以外の将は中将の扱いとなっている。大将の扱いとなる幕僚長たる将および将の一部の補職は防衛大臣が内閣総理大臣に上申し、閣議での承認を経て発令され、幕僚長たる将は規定により62歳で退官し、70歳以上となり叙勲基準を満たすと瑞宝重光章が授与される傾向にある（2014年以降、統幕長のみ瑞宝大綬章）。一方、それ以外の将（中将の扱い）は規定により60歳で退官し、70歳以上となり叙勲基準を満たすと瑞宝中綬章が授与される傾向にある。
1962年以前は統合幕僚会議議長は統合幕僚会議議長章を、他の三幕僚長は幕僚長章を左胸に着けるのみで、もともとは他の将と同じく桜星3つの階級章を佩用していた。これは日本軍の大将と同じである一方で同盟国である米国では3つ星は中将の階級章だった。1962年（昭和37年）12月1日、「自衛隊法施行規則の一部を政正する総理府令」（昭和37年総理府令第67号）により、統合幕僚会議議長たる陸将、海将、または空将、陸上幕僚長たる陸将、海上幕僚長たる海将、および航空幕僚長たる空将の4名の階級章が桜星4つに変更、他の将と区別され、同時に幕僚長章は廃止された。また英語では、幕僚長たる陸将・空将はGeneral、海将はAdmiralと称しており、英語圏では日本には米国の大将相当の階級(four star rank)があると認識されている。ただしこれらは諸外国軍の大将相当者との均衡を取るための措置であり、日本の法令上は幕僚長たる将もその他の将も同一の階級である。幕僚長の階級章の変更については源田実が海外視察の際に桜星3つでは中将扱いされるため、勝手に4つに増やしたことが報道されて問題になり、対応を求められた航空幕僚監部の担当者が色々調べた結果、海上保安庁長官の階級章が違うことを見つけ、何とか変更にこぎつけたという逸話がある。
自衛隊における階級（法令上）として最上級であるが、細かく分類すると俸給表・役職により同じ将の階級でもランクが存在する。例えば陸上自衛隊では中将扱いとなる階級章が3つ桜の同じ将の中でも最高ランクは陸上総隊司令官で、次いで方面総監となる。なお、方面総監は内規により序列が規定されている（5名の方面総監の序列は東部、中部、西部、北部、東北の順）。また、海上自衛隊の地方総監にも俸給による序列がされている（横須賀・佐世保、呉、舞鶴・大湊の順である）。なお、航空自衛隊の航空方面隊司令官については序列はないが、この上位に航空支援集団司令官及び航空自衛隊補給本部長が並ぶ。
- 陸将は、陸上総隊司令官、方面総監、師団長等に充てられる。
- 海将は、自衛艦隊司令官、護衛艦隊司令官、潜水艦隊司令官、航空集団司令官、教育航空集団司令官、地方総監等に充てられる。
- 空将は、航空総隊司令官、航空方面隊司令官、航空支援集団司令官、航空教育集団司令官、航空開発実験集団司令官等に充てられる。

他に3幕共通のポストとして、統合幕僚副長、統合幕僚監部運用部長、統合幕僚学校長、情報本部長、等がある。
また、実際には上記の他、外国との人事バランスに対応した措置が取られており、4スターランクである幕僚長が大将相当、方面総監等やそれに同位あるいは準じた要職にある将は中将相当、師団長や防大幹事等とそれと同位あるいは準じる職にある将は少将の扱いを受ける。
2023年12月に近藤奈津枝が海将に昇任し、自衛隊史上初めて中将級の女性将官が誕生した。

## アメリカ合衆国

### 総説・呼称について
アメリカでは現在、国防総省の管轄下にある陸軍・海軍・空軍・海兵隊の主要四軍、および国土安全保障省管轄下の準軍事組織である沿岸警備隊では中将の階級が恒常的に存在・運用されている。また、成立・活動内容の都合上、構成員を武官（ただし士官のみ）としている公衆衛生局士官部隊や海洋大気庁士官部隊にも同様に中将の階級が存在する。ただし、前述の「五軍」においては中将の階級は恒常的に存在・運用されており、複数人の将官が中将に任じられているのに対し、公衆衛生局士官部隊で中将の階級をもって充てることとされているのは長（司令官）である公衆衛生局長官1人だけである。また、海洋大気局士官部隊に至っては、最高位である長官（司令官）は少将（Rear Admiral upper half）の階級をもって充てられており、過去には中将に昇る者があったものの、現在では事実上廃止（In-active）された階級となっている。
同じ英語圏であるイギリスと比較すると、陸軍中将・海兵隊中将は“Lieutenant General”、海軍中将は“Vice Admiral”と呼ばれるなど共通点がある一方で、空軍中将に関してイギリス空軍では“Air Marshal”と呼称されるのに対し、アメリカ空軍では陸軍・海兵隊と同じ“Lieutenant General”と呼ばれるなど相違点もある。中将の階級が存在する七武官組織における中将位の呼称は以下の通りとなっている。
- 陸軍：Lieutenant General
  - 陸軍において実質上のナンバー3である作戦企画担当陸軍参謀副長は中将があてられる。慣例的にこのポストについた中将のほとんどが大将に昇進している。
- 海軍：Vice Admiral
- 空軍：Lieutenant General
- 海兵隊：Lieutenant General
- 沿岸警備隊：Vice Admiral
- 公衆衛生局士官部隊：Vice Admiral
- 海洋大気庁士官部隊：Vice Admiral

ちなみに、1866年まで中将位は無く、少将から大将(当時の呼称はGeneral in chief)に昇任していた。アメリカ独立戦争で植民地軍を率いた総司令官であり、アメリカ合衆国建国後はその初代大統領となったジョージ・ワシントンの最高階級は大将である。
これは、当時のアメリカには、平時には少将を最高位とする規定が存在したため、ワシントンに対しては前述の通り、当時、中将位が無く、それを超える「破格の待遇」として大将の階級をもって遇したものである。しかし時代が進むにつれて、中将や大将の階級が常設され、さらには元帥がされるようになると、ワシントンを階級的には追い越してしまう軍人が続出する事態が生じた。これを憂慮したアメリカ政府と軍は、1976年にワシントンに大元帥（5つ星を超える6つ星相当）を追贈して、彼が永久的にアメリカ合衆国の歴史上最高位の将官であるとする規定を定めたのである。

### 現在のアメリカ軍における中将位と任務
現在のアメリカ軍では、中将クラスの将官をもって充てることとされているポストは、以下のようなものが挙げられる。他国の軍隊に比して規模が大きいアメリカ軍では、同じレベル・単位の部隊であっても、指揮官にはより上位の階級の将官をもって充てているケースが見られる。
統合軍に代表される統合任務分野では、統合参謀本部事務局長（Director of the Joint Staff）や国防長官付上級軍事補佐官（Senior Military Assistant to the Secretary of Defense）、統合参謀本部議長付補佐官（Assistant to the Chairman of the Joint Chiefs o Staff）などに代表される上級レベルの参謀・補佐官職、実働部隊における統合軍の副司令官（deputy commander）のように、大将級ポストを補佐するナンバー2の役割を担う役職に中将が充てられていることが多い。また、国防情報局（DIA）長官やミサイル防衛局（MDA）長官のように、軍と密接な関係にある国防総省部局の長官職も中将をもって充てられているケースがある。
各軍については以下のようになっている。
- 陸軍では、陸軍参謀本部の事務局長（Director of the Army Staff）や各陸軍参謀次長（Deputy Chief of Staff）には中将が充てられている。これは後述する海軍作戦本部や空軍参謀本部、海兵隊総司令部でも同様である。また、各統合軍隷下の陸軍部隊（軍クラス、例えば中央軍隷下の第3軍など）や軍団（例えば第1軍団など）クラスの部隊司令官には中将が充てられている。また、陸軍州兵局長（Director of the Army National Guard）や陸軍予備役司令官といった非現役部隊の司令官、あるいは陸軍法務部長（Judge Advocate General of the United States Army）、陸軍医務総監（Surgeon General of the United States Army）など主要な後方支援部隊の司令官も、役割の重要性増加などにより中将をもって充てられている。

## イギリス
英語では、陸軍中将は"lieutenant general"である。"lieutenant"は代理者を意味するから、陸軍大将（general）の1つ下の階級として、（"lieutenant"という名詞の形容詞的用法として）このようなネーミングになっているかのようにも思えるが、沿革的には、ここでいう"general"は名詞（「大将」「将軍」の意味）ではなく後置修飾としての形容詞（「総～」の意味）であった。
- 陸軍：Lieutenant General
- 海軍：Vice Admiral
- 空軍：Air Marshal
- 海兵隊：Lieutenant General

## ドイツ
- 陸軍：Generalleutnant
- 海軍：Vizeadmiral
- 空軍：Generalleutnant

## 中華民国国軍
台湾の中将は少将と上将の間の階級、中将の主な役職、軍団の司令官、地域司令官、防衛司令部の司令官。

中華民国陸軍中将
中華民国海軍中将
中華民国海軍陸戦隊中将
中華民国空軍中将

## 中国人民解放軍
中国語版中国人民解放軍中将のページも参照の事。
- 中国人民解放軍陸軍：中将
- 中国人民解放軍海軍：海軍中将
- 中国人民解放軍空軍：空軍中将
- 中国人民武装警察部隊：武警中将

中国人民解放軍における中将は、1955年から1965年にかけての階級制度下においては177人の高級将校が授与された。1988年に階級制度が復活して以降は、2012年までに689人が授与されている。(最終階級上将の将校も含む。)現役では2013年7月31日時点で(陸軍)中将が86人、海軍中将が15人、空軍中将が22人、武警中将が10人で全軍合わせて133人いる。
- 四総部では総参謀部副総参謀長及び助理、総政治部副主任及び主任助理、総後勤部副部長及び副政治委員、総装備部政治委員及び副部長等が充てられる。
- 七大軍区では軍区司令員、軍区政治委員、軍区副司令員、軍区副政治委員、軍区参謀長等が充てられるが、軍区司令員または軍区政治委員経験者は上将に昇進する例が多く、最低いずれか2年間以上務める事が上将昇進の条件となっている。軍団に相当する集団軍も、司令員は中将をもって充てる事も可能であるが、実際はほとんど少将の指定職となっている。
- 海軍、空軍、武装警察部隊では副司令員、副政治委員、参謀長等が共通の指定職であり、それに加えて海軍では艦隊司令員、艦隊政治委員、空軍では軍区空軍司令員、軍区空軍政治委員、武装警察部隊では政治部主任が個別の指定職となっているが、艦隊司令員や軍区空軍司令員等は軍管区副司令員との兼務職である。

なお、副のつく役職は1人だけでなく、複数の将校が充てられている役職である事が多い。

## イスラエル
イスラエル国防軍における中将相当の階級、陸海空軍共通で「ラヴ・アルーフ」(רב-אלוף,Rav Aluf）は、イスラエル国防軍における最高位の階級で（大将以上の階級はない）、陸海空全軍を通してただ一人参謀総長のみに授与される。目下のところ、陸軍、空軍からの出身者のみで海軍出身の参謀総長はいないが、海軍の階級章自体は制定されている。

## ポルトガル
陸軍および空軍の現行の呼称は1999年以降のものである。それ以前は大将とは階級章が3つ星か4つ星かの違いだけで、一括りにGeneralと呼称されていた。
- 陸軍：Tenente-general
- 海軍：Vice-almirante
- 空軍：Tenente-general

## フランス革命方式呼称の国々
フランスのみならずイタリアやスペイン等将官の階級をフランス革命方式によって呼称する国々において、他国の陸軍や空軍の中将を同様に呼称をする場合、その国の補職制度に従い「軍団将軍」と「師団将軍」の使い分けをする。

### フランス
- 陸軍：Général de corps d'armée
- 海軍：Vice-Amiral、上級中将:Vice-Amiral d'escadre[注釈 21]
- 空軍：Général de corps aérienne

現行の日本語での階級呼称は第二次世界大戦後のものである。それ以前は1788年に当時の准将が廃止されて以来、陸軍および空軍でも海軍同様准将位は無く、NATOが発足するまでGénéral de division (aérienne)が中将に相当した。
フランス海軍では、アメリカ海軍と同様に現在でも准将位が無く、上級中将が陸軍および空軍の中将に、中将が陸軍および空軍の少将に対応するものとされている。今日の陸軍中将および海軍上級中将の階級は1921年3月17日に制定されたもので、当時は大将に相当した。陸軍では「Général commandant de corps d'armée」、海軍では「Vice-amiral commandant d'escadre」と呼称していた。現呼称は1939年6月6日に改称されたものである。

### イタリア
- 陸軍：Generale di corpo d'armata
- 海軍：Ammiraglio di squadra[注釈 21]
- 空軍：Generale di squadra aerea

陸軍や空軍はフランス陸軍および空軍の表現方法に準ずる。海軍はViceammiraglioを他国海軍の中将のみに用い、自国海軍の中将には艦隊提督、上級少将も戦隊の提督と独特の表現をする。

### ブラジル
- 陸軍：General-de-Divisão
- 海軍：Vice-Almirante
- 空軍：Major-Brigadeiro

ブラジル陸軍では軍団将軍は無く、師団将軍が中将に、旅団将軍が少将にそれぞれ相当する。チリ、ペルー、エクアドル等でも同様の例がみられる。また、空軍では将官に本来旅団長を意味するBrigadeiroを使用する独特のシステムを採っている。